# AnnenMayKantereit
AnnenMayKantereit est un groupe allemand de pop rock, originaire de Cologne. Le chanteur, Henning May, chante en allemand et, moins souvent, en anglais.

## Histoire
La première formation du groupe remonte à 2011, lorsque les trois membres créateurs — Christopher Annen, Henning May et Severin Kantereit, à partir des noms desquels le nom du groupe est construit —, se rencontrent au Schiller-Gymnasium, à Sülz.  Le trio se contente alors de donner diverses représentations de rue. Rejoints un temps par le contrebassiste Lars Lötgering, rencontré lors d'un bœuf sur l'Uniwiese, c’est, depuis 2014, Malte Huck qui tient le rôle de bassiste au sein du groupe,.
En 2013 sort leur premier album, AMK, dont la moitié des titres est enregistrée dans la nature, l’autre l’étant dans un studio improvisé entre les murs de leur salle de répétition. Il n'est pressé qu'à peu d'exemplaires et n’est désormais plus disponible à la vente. Leurs premiers succès remontent aux premières vidéos postées sur leur chaine YouTube, sur laquelle est encore révélée chacune de leurs nouvelles vidéos,.
La tournée qui suit la sortie de leur vidéo Wohin du Gehst conduit le groupe à se représenter dans d’importants festivals, tels que Appletree Garden Festival, l'Open Flair Festival ou le Reeperbahn Festival. En automne, ils jouent plusieurs fois en première partie du groupe de rock allemand Beatsteaks et accompagnent Clueso sur le Stadtrandlichter Tour en tant que première partie également. Cette année-là, ils sont également finalistes du New Music Award of the ARD-Jugendprogramme.
Leur première apparition télévisuelle survient en décembre 2014 lors de leur passage au Circus HalliGalli, où ils interprètent leur plus gros succès, Oft Gefragt. En 2015, ils partent à plusieurs reprises en tournée, en hiver d’abord, puis en automne, ces deux tournées enjambant une saison de festivals importants dont le Haldern Pop Festival et Rock am Ring. Le groupe allemand de hip-hop K.I.Z, qui n’avait pas sorti d’album depuis de nombreuses années, invite le chanteur Henning May à collaborer avec eux sur le titre Hurra, Die Welt Geht Unter, titre phare de l'album.
L’année 2015 se termine par la signature d’un contrat avec le label Universal. En décembre 2015, les désormais quatre membres rejoignent Moses Schneider aux Hansa-Studios de Berlin pour y enregistrer leur premier album Alles Nix Konkretes. Il s'y étaient déjà réunis au printemps précédent pour y enregistrer leur premier EP Wird Schon Irgendwie Gehen qui sera republié le 16 octobre par le label Vertigo Berlin. La tournée effectuée consécutivement est un succès, une immense majorité de concerts ayant été joués à guichets fermés.

## Membres

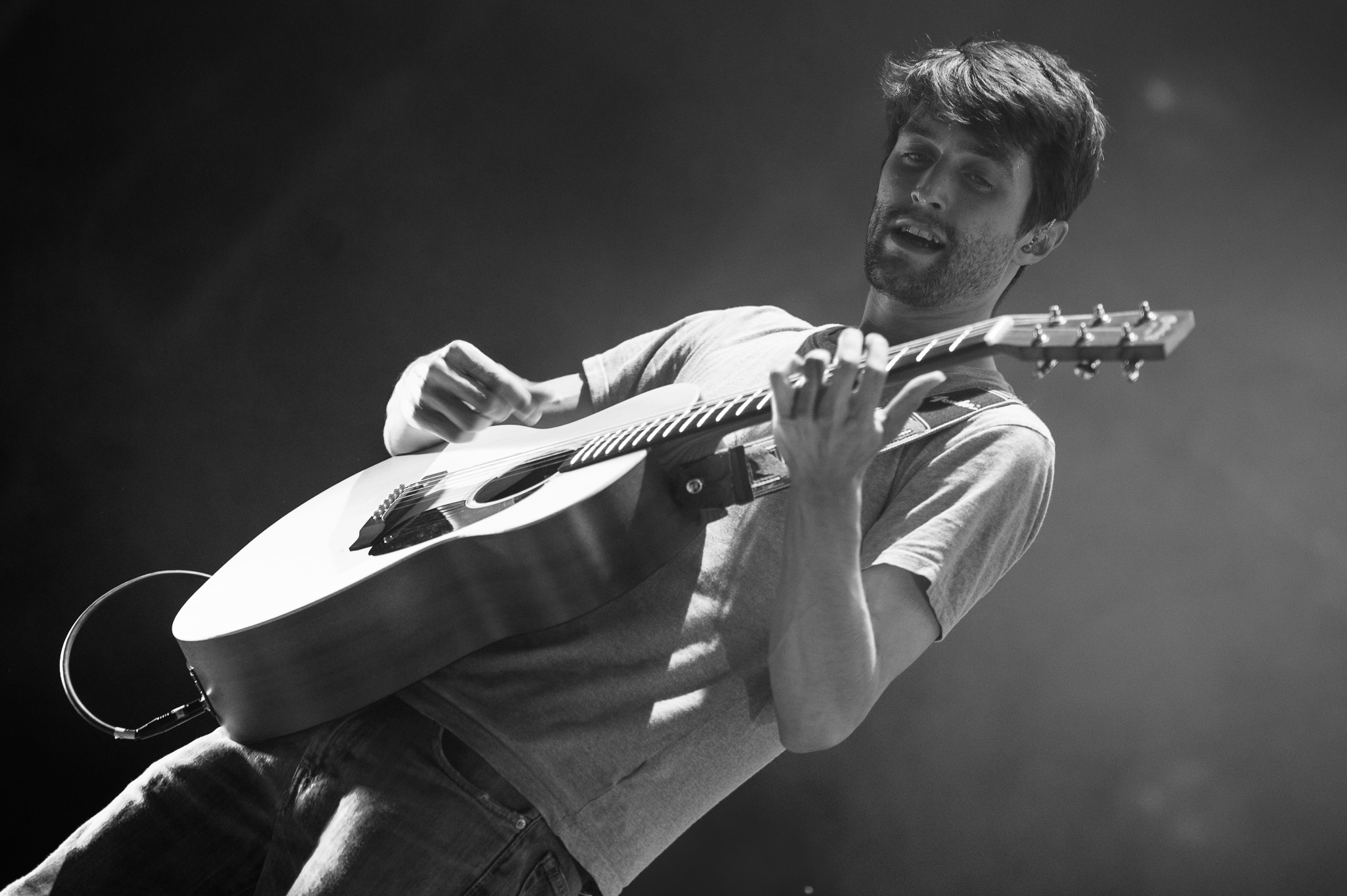
Christopher Annen.
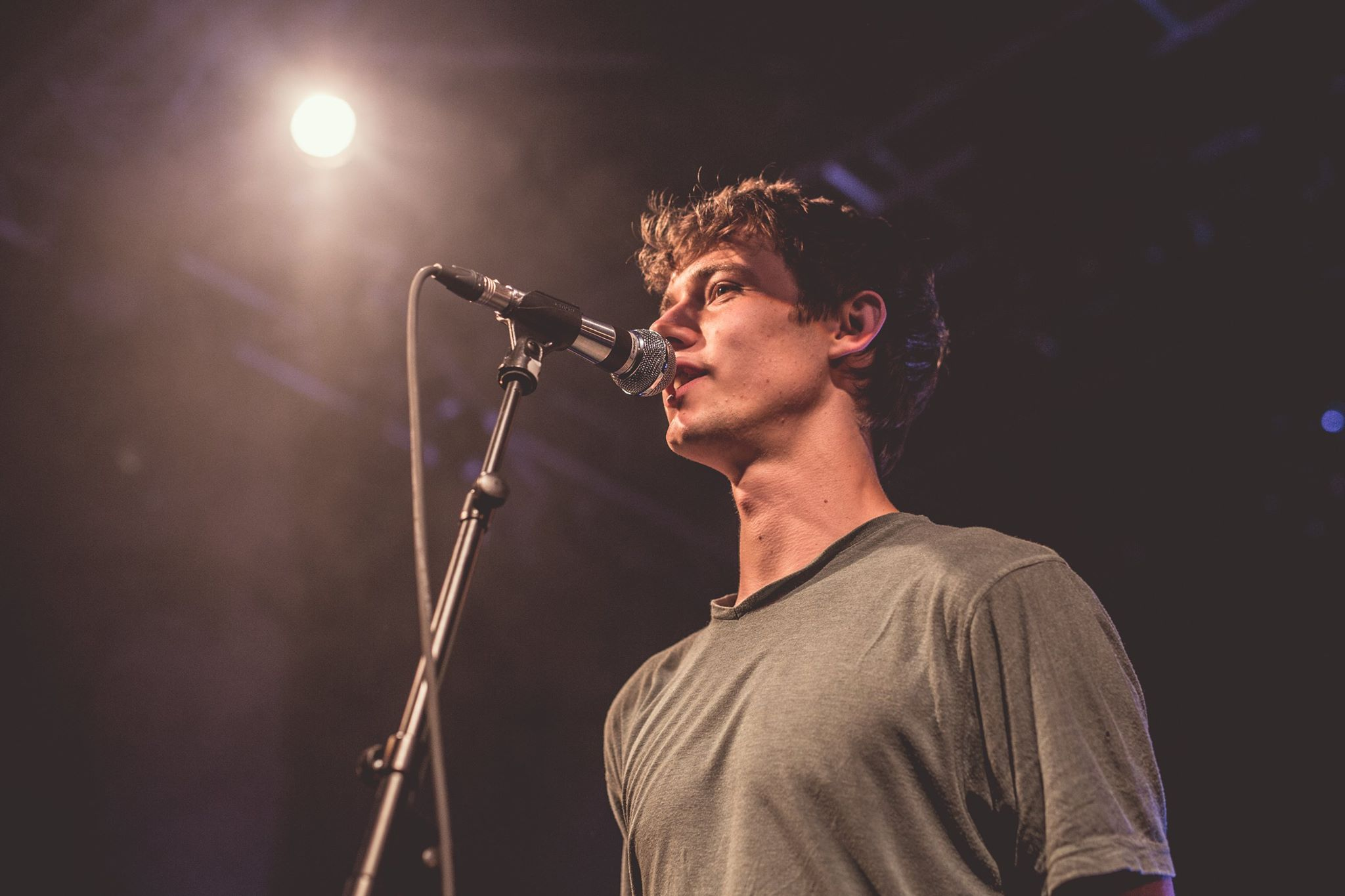
Henning May.
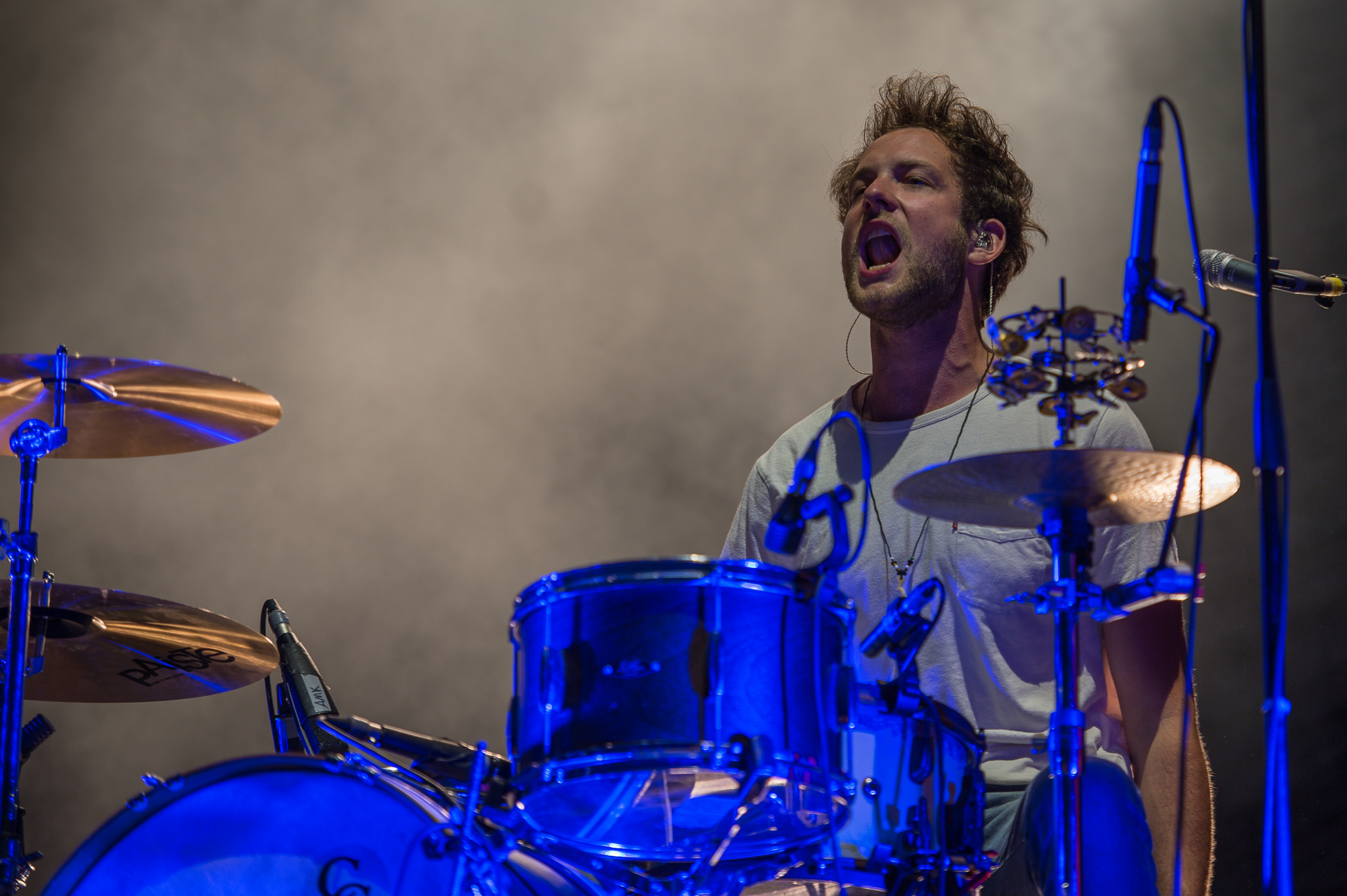
Severin Kantereit

## Discographie

### Albums studio
- 2013 : AMK (produit à peu d'exemplaires)
- 2015 : Wird schon irgendwie gehen (EP) (Vertigo Berlin) (33e dans les charts allemands[12])
- 2016 : Alles Nix Konkretes (sorti le 18 mars 2016)
- 2018 : Schlagschatten (sorti le 7 décembre 2018)
- 2020 : 12 (sorti le 27 novembre 2020)
- 2023 : Es Ist Abend und Wir Sitzen Bei Mir (sorti le 3 mars 2023)

### Singles
- 2015 : Oft gefragt (18e en Allemagne, et 36e en Autriche)[12],[13]
- 2016 : Pocahontas
- 2018 : On and On
- 2019 : Bang Bang
- 2019 : Tom's Diner

## Distinctions
- 2015 : Kulturpreis der Sparkassen-Kulturstiftung Rheinland (Mécenat proposé by Wolfgang Niedecken) (récompensé)
- 2015 : Deutscher Webvideopreis dans la catégorie « clip » (récompensé)
- 2015 : 1LIVE Krone, catégorie « meilleur groupe live » (nommé)
- 2016 : 1LIVE Krone, catégorie « meilleur groupe » (nommé)
- 2016 : 1LIVE Krone, catégorie « meilleur groupe live » (nommé)
- 2017 : Goldene Kamera Digital Award, catégorie « #MusicAct » (nommé)